# Nadleśnictwo Baligród
Nadleśnictwo Baligród – jednostka organizacyjna Lasów Państwowych podległa Regionalnej Dyrekcji Lasów Państwowych w Krośnie. Siedziba Nadleśnictwa znajduje się w Baligrodzie w powiecie leskim, w województwie podkarpackim.

## Historia
Nadleśnictwo Baligród powstało 24 września 1944 i objęło byłe lasy prywatne znacjonalizowane przez komunistów. Jednak do 1948 nadleśnictwo nie prowadziło działalności z powodu działających w tutejszych lasach oddziałów UPA. W 1953 z nadleśnictw Baligród i Cisna wyodrębniono nadleśnictwo Wołkowyja.
W 1973 połączono nadleśnictwa Baligród i Wołkowyja.

## Ochrona przyrody
Na terenie nadleśnictwa znajdują się cztery rezerwaty przyrody:
- Cisy na Górze Jawor
- Gołoborze
- Sine Wiry
- Woronikówka

oraz część Parku Krajobrazowego Doliny Sanu i Ciśniańsko-Wetlińskiego Parku Krajobrazowego.

## Drzewostany
Typy siedliskowe lasów nadleśnictwa (z ich udziałem procentowym):
- las górski świeży 91,99%
- las górski łęgowy 5%
- las mieszany górski świeży 1,45%
- ols jesionowy górski 1,42%
- bór mieszany górski świeży 0,05%
- bór górski świeży 0,02%
- bór mieszany górski bagienny 0,02%

Gatunki lasotwórcze lasów nadleśnictwa (z ich udziałem procentowym):
- buk 38%
- jodła 29%
- olsza szara 10%
- sosna 8%
- świerk 4%
- jawor 4%
- modrzew 2%
- jesion 2%
- brzoza 1%
- grab 1%
- inne gatunki 1%